# Exocentrus variepennis
Exocentrus variepennis är en skalbaggsart som först beskrevs av Schwarzer 1925.  Exocentrus variepennis ingår i släktet Exocentrus och familjen långhorningar.
Artens utbredningsområde är Taiwan. Inga underarter finns listade i Catalogue of Life.